# Jobst Droste zu Senden
Jobst Droste zu Senden (* unbekannt; † unbekannt) war Domherr in Münster und Vizedominus.

## Leben
Jobst Droste zu Senden war der Sohn des Joachim Droste zu Senden und Loburg und dessen Gemahlin Anna Nagel. Er war in den Jahren 1582 bis 1587 Kanoniker in St. Mauritz in Münster und später Vizedominus. Vor 1593 kam er in den Besitz einer Dompräbende, auf die er am 10. August 1593 zu Händen des Turnars Wennemar von Aschebrock verzichtete.
Am 20. März 1588 begleitete Jobst seinen Bruder Melchior (Komtur des Johanniterordens) nach einer Hochzeitsfeier auf seinem Heimweg, als dieser von den Domherren Bernhard von Oer und Johann von Westerholt hinterhältig angegriffen und durch Messerstiche tödlich verletzt wurde. Vorausgegangen war ein Streit im Hof des Erbmarschalls Morrien, bei der viele Adelige und Domherren anwesend waren. Der Domherr Johann Torck geriet zunächst verbal mit dem Domherrn Bernhard von Oer in einen Streit. Dieser eskalierte und wurde zu einer Massenschlägerei, in deren Verlauf Melchior eingriff und von Oer zurechtwies. Dadurch fühlte er sich gekränkt und sann auf spätere Rache, die mit dem Mord endete. Auf der Grundlage eines gerichtlichen Vergleiches (unterzeichnet durch Fürstbischof Bernhard von Raesfeld 1558) stand es der Stadt Münster zu, straffällig gewordene Geistliche bis zur Übergabe an die Gerichtsbarkeit des Bischofs gefangenzusetzen, allerdings nur in „gelinde Haft“. Der damalige Ratsherr Bernhard II. von Droste zu Hülshoff drang in das Kapitelhaus ein und bewirkte durch sein energisches Auftreten, dass die beiden Mörder ausgeliefert wurden.